# ALD Lease Finanz
Die ALD Lease Finanz GmbH (ALD LF) ist eine herstellerunabhängige Leasinggesellschaft für Automobile mit Sitz in Hamburg. Sie wurde im Jahr 2005 gegründet und ist Teil der Unternehmensgruppe Société Générale sowie Mitglied im Bundesverband Deutscher Leasing-Unternehmen. Das Produktportfolio umfasst Kfz-Leasing für private und gewerbliche Kunden. Die ALD LF ist mit 51 % am stimmberechtigten Kapital der Bank Deutsches Kraftfahrzeuggewerbe GmbH (BDK) beteiligt und Leasingpartner der Bank. ALD LF und BDK arbeiten in Personalunion. ALD Lease Finanz ist Mitglied im Bundesverband Deutscher Leasing-Unternehmen.

## Geschichte
Die Historie der ALD LF geht zurück bis ins Jahr 1968, als im Hamburger Unternehmen Ernst DELLO GmbH & Co. KG die Dello Leasing GmbH und Co. als Europas erste eigenständige Leasinggesellschaft gegründet wurde. Die Aktivitäten der Dello Leasing GmbH und Co. wurden 1981 in die Interleasing D GmbH eingebracht, die seit 1983 als ALD Automotive firmiert. 1984 beteiligte sich die Deutsche Bank AG über die GEFA Gesellschaft für Absatzfinanzierung mbH an ALD und übernahm 1988 die Mehrheit der Gesellschafteranteile.
Die Deutsche Bank verkaufte 2001 die GEFA-Gruppe mit ALD und BDK an die Société Générale (SG), die daraufhin das Autofinanzierungs- und Autoleasinggeschäft am Standort Hamburg bündelte. In der Folge übertrug GEFA ihre Anteile an BDK 2002 an ALD. 
Die Société Générale trennte das Flottengeschäft der ALD D vom Handels- und Endkundengeschäft. So wurde 2005 die ALD LF GmbH gegründet. Sie übernahm das Leasinggeschäft für die Kfz-Händler und deren Endkunden und agiert fortan als Leasinggesellschaft der BDK, an der sie 51 % des stimmberechtigten Kapitals hält. Das Flottengeschäft wird durch ALD D betreut. BDK zeichnet weiter für das Finanzierungsgeschäft verantwortlich.

## Tochtergesellschaften
Neben der Bank Deutsches Kraftfahrzeuggewerbe GmbH (51 %), gehört die BDK Leasing und Service GmbH (BDK LS) zu 100 % zur ALD LF. BDK LS erbringt vorwiegend Dienstleistungen für Unternehmen der Société Générale im Rechnungswesen und Controlling, Kreditrisiko- und Forderungsmanagement sowie für IT und Organisation. Daneben werden in BDK LS einzelne Leasinggeschäfte abgewickelt, die durch ALD LF eingeworben und an BDK LS vermittelt wurden. BDK LS beschäftigte 2020 durchschnittlich 319 Mitarbeiter.

## Gesellschafter
ALD LF ist eine Tochtergesellschaft der SG Effekten, Frankfurt am Main (100 %).